# Марковський Ілля Ернестович
Марковський Ілля Ернестович (нар. 6 червня 1997, Одеса, Україна) — український футболіст, нападник.

## Кар'єра
Вихованець одеської СДЮШОР «Чорноморець» ім. А. Ф. Зубрицького.
У ДЮФЛУ та молодіжній першості України виступав за «Чорноморець». Потім, в сезонах 2014-15 і 2015-16, виступав у дублюючому складі «моряків», провівши 39 матчів і відзначившись 6 голами в першості дублерів.
У 2016—2017 роках грав за словенський «Рудар» (Веленє), куди перейшов з «Чорноморця» як вільний агент. Провів за команду 8 офіційних матчів — 6 в чемпіонаті і 2 в Кубку Словенії.
На початку лютого Марковський як вільний агент перейшов до грецького ПАОКа. У другій половині сезону молодий форвард грав за юнацьку команду ПАОКа, забивши 8 голів і зробивши 2 асисти в 11 матчах, і виявився дуже важливим елементом команди, яка завоювала титул чемпіонів Греції U-20. Він також неодноразово тренувався зі старшою командою, справляючи хороше враження, і 14 січня 2018 року продовжив контракт з клубом Суперліги на три роки.
Сезон 2018-19 Марковський провів почергово в оренді в грецьких клкбах «Айгініакосі» та «Трикалі». В сезоні 2019-20 був відправлений в оренду до кіпрського «Етнікоса». За основну команду ПАОКа Іллі зіграти так і не вдалося.
У липні 2020 року нападник підписав контракт з кіпрським клубом «Енозіс Неон». 5 січня 2021 року Марковський вперше відзначився забитим м'ячем у складі «Енозіса». 
У липні 2021 року Ілля повернувся до Греції, підписавши контракт з представником другого дивізіону футбольним клубом «Родос». Сума трансферу склала $200.000.
Влітку 2022 року став гравцем ізраїльського клубу «Хапоель» (Хайфа).

### Збірна
У 2015 році виступав за юнацьку збірну України (до 19 років), в якій провів 7 матчів. У складі юнацької збірної країни нападник завоював путівку до еліт-раунду кваліфікації юнацького чемпіонату Європи-2016.